# بریتنی ویتفیلد
بریتنی ویتفیلد (انگلیسی: Brittany Whitfield؛ زادهٔ ۱۷ فوریهٔ ۱۹۹۴) بازیکن فوتبال اهل استرالیا است.